# Capitólio
Capitólio is een gemeente in de Braziliaanse deelstaat Minas Gerais. De gemeente telt 7.864 inwoners (schatting 2009).

## Aangrenzende gemeenten
De gemeente grenst aan Guapé, Pimenta, Piumhi, São João Batista do Glória, São João da Barra en Vargem Bonita.

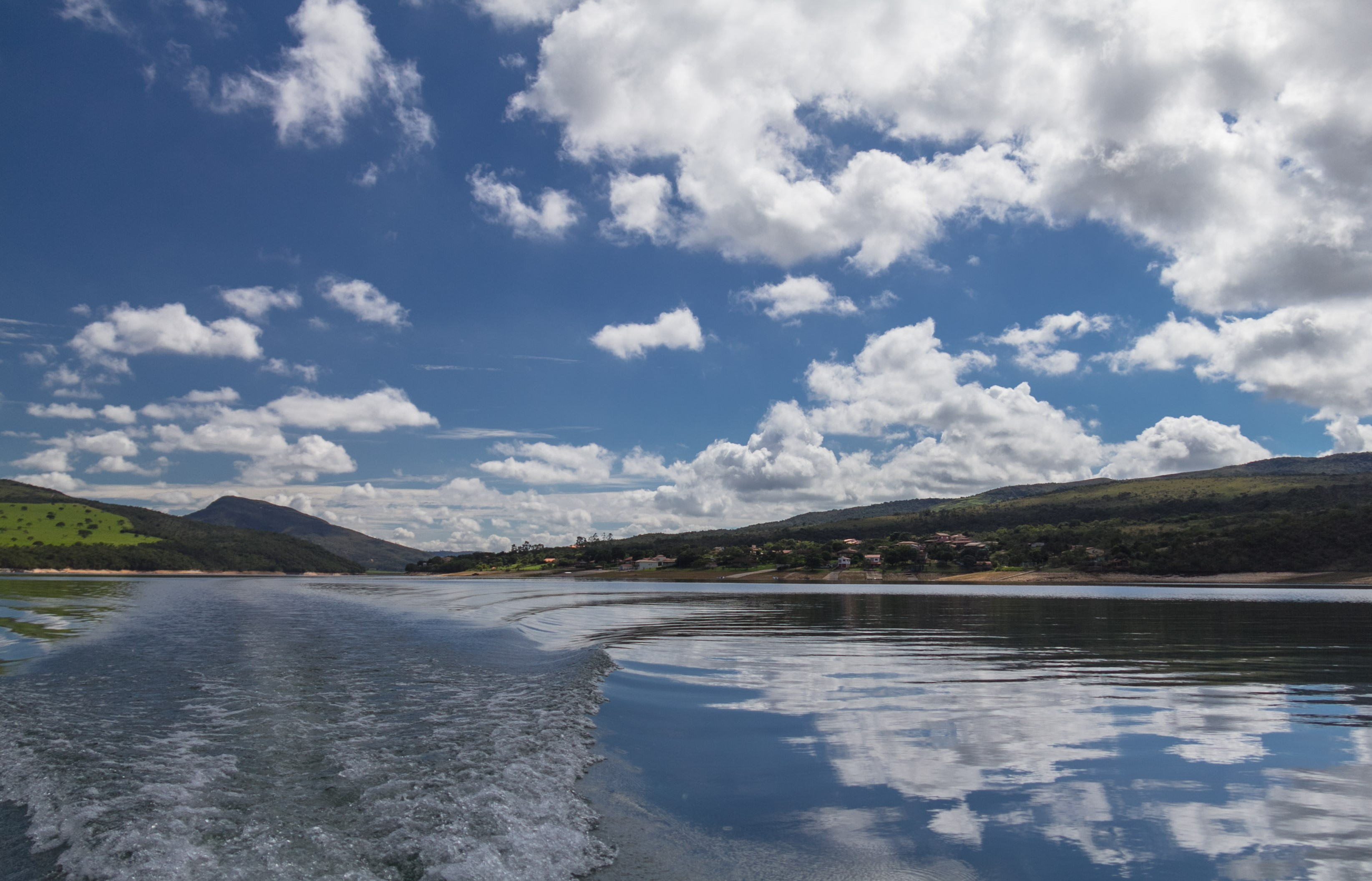
Het stuwmeer Lago de Furnas in de gemeente Capitólio